# 小島秀哉
小島 秀哉（こじま ひでや、1934年〈昭和9年〉3月19日 - 2012年〈平成24年〉7月17日）は、日本の俳優。本名、小嶋 秀哉（読み同じ）。広島県呉市出身。松竹・関西演劇部所属。桃山学院高等学校卒業。血液型B型。

## 来歴・人物
曾我廼家十吾に弟子入り。
1953年に松竹新喜劇へ入団し、「藤山寛美に次ぐナンバー2」と目された。
1977年に退団後、小沢昭一主宰の芸能座に参加。なお、退団は藤山との不仲が噂されたが、藤山の娘・直美主演の舞台に数多く出演していた（2009年の松竹新喜劇結成60周年記念公演にも出演）。
1978年、『ダイナマイトどんどん』で野球の試合前に「ダイナマイト〜！」と気合を入れる主人公の相棒・留吉役で出演。
『花嫁』へも出演した。
2012年7月17日午前5時42分、右腎がんのため死去。78歳没。

## 出演

### 舞台
- 下積の石（1968年。この演技で第18回芸術選奨文部大臣新人賞大衆芸能部門受賞）
- 浅草キヨシ伝（1977年）
- 浪花女（1977年）
- 幸せクルクル物語（1979年） ※かしまし娘特別公演
- おんなと三味線（1979年）
- 花埋み（1980年）
- 江戸っ子嬢さん（1980年） ※都はるみ特別公演
- 土佐堀川（1990年）
- 結婚する手続き（1990年）
- 愛し南の潮鳴り（1990年） ※里見浩太朗特別公演
- 占い信じますか（1990年） ※ミヤコ蝶々特別公演
- 雪の花（1990年）
- 男を金にする女（1991年、芸術座）
- 品川心中 -白木屋お染- （1993年、日生劇場）
- お夏狂乱（1994年、帝国劇場）
- 冬の蝶（1995年）
- 雲の上の青い空（1996年大阪新歌舞伎座） ※中村美律子特別公演
- 雲の上の青い空（1998年新宿コマ劇場）　 ※中村美律子特別公演
- 雲の上の青い空（2002年御園座）　 ※中村美律子特別公演
- ふるあめりかに袖はぬらさじ（2003年）
- 清&直美 気になるふたり（2010年）

### 映画
- 青い目の花嫁はん（1964年、松竹） - 村田
- 求婚旅行（1965年、松竹） - ゲテ風呂の客B
- 横堀川（1966年、松竹） - 利一
- ダイナマイトどんどん（1978年、大映） - 留吉

### テレビドラマ
- らくがき横丁（1960年、YTV）
- 猿かに合戦（1967年、ABC）
- 銀河テレビ小説（NHK総合）
  - それでも私は行く（1972年）
  - 現代夫婦考（1981年）
- そーら見て巳!（1977年、ABC）
- 蝶々の三味線一代（1979年、KTV）
- ドラマ人間模様 / とおりゃんせ（1982年、NHK総合）
- やさしさの海へ（1983年、TBS）
- 幻の光（1983年11月4日、朝日放送テレビ） - 関口民雄 役
- ああ嫁姑（1985年、MBS）
- ああ嫁さん（1988年、TBS）
- 花嫁（1991年、TBS）
- 渡る世間は鬼ばかり（1994年、TBS） - 田村治茂 役
- 連続テレビ小説（NHK総合）
  - 芋たこなんきん（2007年） - 笑楽亭米春（溝口健太郎） 役